# Sportclub Enschede in het seizoen 1957/58
Het seizoen 1957/1958 was het vierde jaar in het bestaan van de Enschedese betaaldvoetbalclub Sportclub Enschede. De club kwam uit in de Eredivisie eindigde daarin op de op een gedeelde eerste plaats, na een verloren beslissingswedstrijd tegen DOS werd de tweede plaats behaald.

## Wedstrijdstatistieken

### Eredivisie
|       | ADO   | Ajax  | Amsterdam | Blauw-Wit | BVV   | DOS   | Elinkwijk | Feijenoord | Fortuna '54 | GVAV  | MVV   | NAC   | NOAD  | PSV   | Rapid JC | Sparta | VVV   |
| ----- | ----- | ----- | --------- | --------- | ----- | ----- | --------- | ---------- | ----------- | ----- | ----- | ----- | ----- | ----- | -------- | ------ | ----- |
| Thuis | 4 – 3 | 0 – 3 | 0 – 0     | 3 – 2     | 4 – 0 | 0 – 0 | 5 – 2     | 4 – 2      | 0 – 7       | 3 – 2 | 2 – 0 | 3 – 0 | 3 – 0 | 5 – 4 | 4 – 0    | 2 – 0  | 3 – 0 |
| Uit   | 2 – 4 | 0 – 0 | 2 – 2     | 1 – 0     | 1 – 1 | 0 – 2 | 1 – 0     | 1 – 1      | 0 – 2       | 2 – 2 | 2 – 1 | 1 – 2 | 2 – 6 | 1 – 1 | 3 – 4    | 1 – 1  | 3 – 1 |

### Beslissingswedstrijd voor het landskampioenschap
| Beslissingswedstrijd                                                                       | DOS                       | 1 – 0 Na verlenging | Sportclub Enschede |
| 15 juni 1958 Plaats: Nijmegen Goffertstadion Toeschouwers: 38.000 Scheidsrechter: Leo Horn | Tonny van der Linden 109' |                     |                    |

## Statistieken Sportclub Enschede 1957/1958

### Eindstand Sportclub Enschede in de Nederlandse Eredivisie 1957 / 1958
| Stand | Gespeeld | Gewonnen | Gelijk | Verloren | Punten | Doelpunten voor | Doelpunten tegen |
| ----- | -------- | -------- | ------ | -------- | ------ | --------------- | ---------------- |
| 2e    | 34       | 19       | 9      | 6        | 47     | 75              | 48               |

### Topscorers
| #                 | Naam              | Goal |
| ----------------- | ----------------- | ---- |
| 1.                | Sepp Seemann      | 21   |
| 2.                | Arend van der Wel | 12   |
| 3.                | Abe Lenstra       | 11   |
| 3.                | Gerrit Voges      | 11   |
| 5.                | Gerrit Moddejonge | 8    |
| 6.                | Joop Janssen      | 4    |
| 7.                | Hennie Oonk       | 2    |
| 7.                | Rinus Schaap      | 2    |
| 9.                | András Béres      | 1    |
| 9.                | Gerard Brouwer    | 1    |
| 9.                | Helmut Fottner    | 1    |
| Onbekend doelpunt |                   |      |
| –                 | Onbekend          | 1    |
| Totaal            | Totaal            | 75   |

| #      | Naam        | Goal |
| ------ | ----------- | ---- |
| –      | Geen speler | 0    |
| Totaal | Totaal      | 0    |

## Voetnoten
ADO ·
Ajax ·
Amsterdam ·
Blauw-Wit ·
BVV ·
DOS ·
Elinkwijk ·
Sportclub Enschede ·
Feijenoord ·
Fortuna '54 ·
GVAV ·
MVV ·
NAC ·
NOAD ·
PSV ·
Rapid JC ·
Sparta ·
VVV